# Индрик
И́ндрик (Индрик-зверь) — в русских легендах животное, «всем зверям отец», персонаж «Голубиной книги». Описывается с двумя рогами. В «физиологах» и «азбуковниках» представлен как рогатое животное гибридной природы (голова и хвост коня, тело рыбы).
Дал название ископаемому индрикотерию (лат. Indricotherium, 1915).

## Происхождение образа
Предположительно, в образе мифического зверя отражены представления о мифологическом мамонте, крупном животном из мифологии народов Сибири и Дальнего Востока, обитающем под землёй, иногда на дне озёр и рек. Мамонт является главным мифологическим существом нижнего мира в сибирских мифологиях. Согласно поверьям русских и эстонских крестьян мамонт является подземным животным, что близко к описанию Индрика в «Голубиной книге». Мамонт, как и Индрик, может быть представлен гибридным животным.
В литературе часто встречается утверждение, что на фольклорный образ Индрика повлияли находки ископаемых остатков мамонтов.

## Название
В разных вариантах текста «Голубиной книги» имя зверя читается в разных формах: Индрок, Индра, Кондрык, Белояндрик, Вындрик, Единорог, Единрог и Единор. Варианты имени сводятся к двум: Индрик и Единорог. Замена названия Индрик на Единорог объясняется как звуковым сходством названий (Инрог и Индрик), так и одинаковым символическим значением зверей. Это смешение имеется уже в «физиологах».
По одной из версий имя «Индрик» является искажённым названием единорога (варианты «Инорог», «Инрок»).
По предположению В. Н. Топорова, слово «Индрик» отразила распространённое у народов Сибири название мамонта типа нен. jeaη (jarη) hora, «земли бык», откуда могли легко возникнуть формы типа jen-r-, *jindr-, *jindor-, близкие русским обозначениям Индрика; ср. также хантыйско-казымское название мамонта мув-хор, хант. мы-хор, мы-кар, манс. ма-хар, букв. «земли олень-самец».
Также существует версия, что «Индрик» является искажением либо имени енудра, то есть выдры (др.-греч. ἐνύδριος, ἔνυδρις), либо еньдропа (др.-греч. ὓδρωψ), морского зверя, известного в славянских списках «Физиолога».

## В «азбуковниках» и «Голубиной книге»
Индрик наделялся свойствами других фантастических образов из средневековой книжной традиции — царя вод, противников змея и крокодила — «онудра» (выдры) и ихневмона, сказочной рыбы «еньдроп».
Индрия или Индрик упоминается в «азбуковниках», где он описан как зверёк, похожий на пса, живущий в реке Ниле и убивающий крокодила, что является смешением с ихневмоном.
По описанию «Голубиной книги» Индрик-зверь:

Живёт зверь за Океаном-морем. А рогом проходит зверь по подземелью, аки ясное солнце по поднебесью, он проходит все горы белокаменные, прочищает все ручьи и проточины, пропущает реки, кладязи студёные. Когда зверь рогом поворотится, словно облацы по поднебесью, вся мать-земля под ним всколыбается… все зверья земные к нему прикланятся, никому победы он не делает.
В разных списках «Голубиной книги» имеются различные элементы в описании Индрика, но во всех он именуется «всем зверям отец». Индрик ходит по подземелью, пропущает реки и кладязи, или обитает на Фавор-горе. Когда он поворотится, все звери ему поклоняются. Как вариант он живёт на Святой горе, ест и пьёт из Синего моря, обиды никому не делает. Либо он ходит рогом по подземелью, как солнце по поднебесью.

## В фольклоре
В русском фольклоре Индрик выступает как подземный зверь, который «ходит по подземелью, словно солнышко по поднебесью». Он имеет черты хозяина водной стихии, источников и кладязей. Противник змея.
Известна былина уральских казаков «Индрик-зверь», записанная от охотника Ивана Чакрыгина. Персонаж этой былины воспринимался исполнителем не как фантастическое существо, а как обыкновенный зверь, хоть и довольно грозный. И. Н. Чакрыпин комментирует былину об Индрике-звере следующим образом: «Вот он какой, собака лютый Индрик-зверь! Сунься-ка на него — ожтесся, зуб скусишь. Побить такого зверя, касатик, не мутовку облизать». По мотивам былины у казаков существует песня «Не галичья стая подымалася…».
В одной из былин Индрик-зверь упомянут в роли зверя Скимена (льва).